# 单口相声
单口相声是中国传统艺术相声的一种形式，由一名演员于台上表演。单口相声是最早的相声表现形式，并且流传至今。直至今日，单口相声还出现在舞台中。

## 链接
- 相声
- 对口相声
- 群口相声
- 化妝相声
- 棟篤笑